# Palazzo Re Enzo
Palazzo Re Enzo je palača na Neptunovem trgu (Piazza del Nettuno), 1 v zgodovinskem središču Bologne v severni Italiji. Palača je dobila ime po Enziu Sardinskem, sinu Friderika II., ki je bil tukaj ujetnik od leta 1249 do svoje smrti leta 1272. Palača se trenutno uporablja za sponzoriranje kulturnih dogodkov in razstav.

## Zgodovina
Palača je bila zgrajena med letoma 1244 in 1246 kot podaljšek bližnje Palazzo del Podestà, ki se je izkazala za nezadostno za potrebe občine Bologna. Zato je bil sprva znana kot Palatium Novum (Nova palača).
Tri leta po dokončanju palače so Enzia ujeli gvelfi v bitki pri Fossalti in ga po kratkem bivanju v Anzoli preselili sem, kjer je ostal do svoje smrti. Enzio naj bi bil podnevi v palači svoboden, ponoči pa v kletki, ki je visela s stropa. Dovoljeno mu je bilo tudi srečanje z ženskami: v oporoki omenja tri naravne hčere, a legenda govori o četrtem sinu, ki ga je imel s kmetioe Lucijo di Viadagola. Sin se je imenoval Bentivoglio, iz besed Amore mio, ben ti voglio, ki jih je rekel svoji ljubljeni (kar pomeni »Ljubi moja, rad te imam«), in je bil prednik družine Bentivoglio, pozneje vladarjev Bologne.
Leta 1386 je Antonio di Vincenzo dokončal Sala dei Trecento (Dvorana tristotih), ki naj bi postala mestni arhiv. Zadnje nadstropje je leta 1771 v veliki meri obnovil Giovanni Giacomo Dotti. Trenutni gotski videz izvira iz obnove leta 1905 po zaslugi Alfonsa Rubbianija.
Na desni strani palače je dostop do kapele Santa Maria dei Carcerati, kamor so hodili obsojeni na smrt. V prvem nadstropju je bil Carroccio in bojni stroji, medtem ko so bili v srednjem nadstropju pisarne pretorja in kapela.
Zunanje fasade palače, ki gledajo na Piazza Nettuno, Via Rizzoli in Piazza Maggiore, so okrašene z različnimi grbi. Leta 2003 so bili prenovljeni.